# العلاقات الأمريكية السيراليونية
العلاقات الأمريكية السيراليونية هي العلاقات الثنائية التي تجمع بين الولايات المتحدة وسيراليون.

## مقارنة بين البلدين
هذه مقارنة عامة ومرجعية للدولتين:
| وجه المقارنة                                              | الولايات المتحدة                                                                                                  | سيراليون       |
| --------------------------------------------------------- | --- | -------------- |
| المساحة (كم2)                                             | 9.83 مليون | 71.74 ألف      |
| عدد السكان (نسمة)                                         | 311.58 مليون | 7.56 مليون     |
| الكثافة السكانية (ن./كم²)                                 | 31.7 | 105.38         |
| العاصمة                                                   | واشنطن العاصمة | فريتاون        |
| اللغة الرسمية                                             | لغة إنجليزية | لغة إنجليزية   |
| العملة                                                    | دولار أمريكي | ليون سيراليوني |
| الناتج المحلي الإجمالي (بليون دولار)                      | 19.39 تريليون | 3.77 مليار     |
| الناتج المحلي الإجمالي (تعادل القوة الشرائية) بليون دولار | 18.04 تريليون | 10.13 مليار    |
| الناتج المحلي الإجمالي الاسمي للفرد دولار أمريكي          | 56.12 ألف | 653            |
| الناتج المحلي الإجمالي للفرد دولار أمريكي                 | 54.63 ألف | 1.97 ألف       |
| مؤشر التنمية البشرية                                      | 0.920 | 0.413          |
| رمز المكالمات الدولي                                      | +1 | +232           |
| رمز الإنترنت                                              | .us، حكومة، .mil، Edu.                                                                                            | .sl            |
| المنطقة الزمنية                                           | توقيت ساموا الأمريكية، توقيت أطلنطي موحد، منطقة زمنية وسطى، توقيت ألاسكا ‏، المنطقة الزمنية الجبلية، توقيت تشامرو ‏ | 00             |

## مدن متوأمة
في ما يلي قائمة باتفاقيات التوأمة بين مدن أمريكية وسيراليونية:
- ترتبط هارتفورد مع فريتاون باتفاقية توأمة.
- ترتبط كانساس سيتي مع فريتاون باتفاقية توأمة.
- ترتبط نيو هيفن مع فريتاون باتفاقية توأمة منذ 1993.[17]
- ترتبط إنغليووود مع بو باتفاقية توأمة.

## منظمات دولية مشتركة
يشترك البلدان في عضوية مجموعة من المنظمات الدولية، منها:
| علم المنظمة | اسم المنظمة                               | تاريخ انضمام الولايات المتحدة | تاريخ انضمام سيراليون |
| ----------- | ----------------------------------------- | ----------------------------- | --------------------- |
|             | منظمة حظر الأسلحة الكيميائية              | ?                             | ?                     |
|             | الاتحاد الدولي للاتصالات                  | 1 يوليو 1908                  | 30 ديسمبر 1961        |
|             | منظمة الشرطة الجنائية الدولية             | ?                             | ?                     |
|             | البنك الإفريقي للتنمية                    | ?                             | ?                     |
|             | المركز الدولي لتسوية المنازعات الاستشارية | 14 أكتوبر 1966                | 14 أكتوبر 1966        |
|             | وكالة ضمان الاستثمار متعدد الأطراف        | 12 أبريل 1988                 | 20 يونيو 1996         |
|             | منظمة التجارة العالمية                    | ?                             | ?                     |
|             | يونسكو                                    | 4 نوفمبر 1946                 | 28 مارس 1962          |
|             | مؤسسة التنمية الدولية                     | 24 سبتمبر 1960                | 13 نوفمبر 1962        |
|             | الأمم المتحدة                             | 24 أكتوبر 1945                | 27 سبتمبر 1961        |
|             | الاتحاد البريدي العالمي                   | ?                             | ?                     |
|             | البنك الدولي للإنشاء والتعمير             | 27 ديسمبر 1945                | 10 سبتمبر 1962        |
|             | مؤسسة التمويل الدولية                     | 20 يوليو 1956                 | 10 سبتمبر 1962        |

## أعلام
هذه قائمة لبعض الشخصيات التي تربطها علاقات بالبلدين:
- أيزيا واشنطن (3 أغسطس 1963[26] – )
- تشادويك بوسمان (ممثل أمريكي، 29 نوفمبر 1977 – )
- كوريتا سكوت كينغ (27 أبريل 1927[27][28][29] – 30 يناير 2006[27][28])
- لويس جوست جونيور (لاعب كرة سلة أمريكي، 27 مايو 1936[30][31][32] – )
- ماي جيميسون (17 أكتوبر 1956[33][34][35] – )

## وصلات خارجية
- موقع وزارة الخارجية الأمريكية